# ザ★リルビッツ
ザ★リルビッツ（The★Little Bits）は男女ツインボーカルの三人組ロックバンド。平均身長155センチ。エイベックス所属。2006年7月にメジャーデビュー。

## 成員
- かわらだユタカ：ボーカル・ギター。リーダー。ほぼ全曲の作詞・作曲。三重県出身。
- いしいえみ：ボーカル・ベース。栃木県出身
- ラッセル中谷：ドラム。石川県出身

## 曲目
- ふたりの愛ランド：2006年7月5日発売。1984年に「石川優子とチャゲ」が出した同名の曲のカバー。
- 恋愛妄想族(れんあいもうそうぞく）：テレビ東京系「ぼくだけの☆アイドル」テーマソング。